# Bombe SOFAR
 (juillet 2025).
Si vous disposez d'ouvrages ou d'articles de référence ou si vous connaissez des sites web de qualité traitant du thème abordé ici, merci de compléter l'article en donnant les références utiles à sa vérifiabilité et en les liant à la section « Notes et références ».
 (juillet 2025).
La mise en forme du texte ne suit pas les recommandations de Wikipédia : il faut le « wikifier ».
Les points d'amélioration suivants sont les cas les plus fréquents :
- Les titres sont pré-formatés par le logiciel. Ils ne sont ni en capitales, ni en gras.
- Le texte ne doit pas être écrit en capitales (les noms de famille non plus), ni en gras, ni en italique, ni en « petit »…
- Le gras n'est utilisé que pour surligner le titre de l'article dans l'introduction, une seule fois.
- L'italique est rarement utilisé : mots en langue étrangère, titres d'œuvres, noms de bateaux, etc.
- Les citations ne sont pas en italique mais en corps de texte normal. Elles sont entourées par des guillemets français : « et ».
- Les listes à puces sont à éviter, des paragraphes rédigés étant largement préférés. Les tableaux sont à réserver à la présentation de données structurées (résultats, etc.).
- Les appels de note de bas de page (petits chiffres en exposant, introduits par l'outil «  Source ») sont à placer entre la fin de phrase et le point final[comme ça].
- Les liens internes (vers d'autres articles de Wikipédia) sont à choisir avec parcimonie. Créez des liens vers des articles approfondissant le sujet. Les termes génériques sans rapport avec le sujet sont à éviter, ainsi que les répétitions de liens vers un même terme.
- Les liens externes sont à placer uniquement dans une section « Liens externes », à la fin de l'article. Ces liens sont à choisir avec parcimonie suivant les règles définies. Si un lien sert de source à l'article, son insertion dans le texte est à faire par les notes de bas de page.
- La présentation des références doit suivre les conventions bibliographiques. Il est recommandé d'utiliser les modèles {{Ouvrage}}, {{Chapitre}}, {{Article}}, {{Lien web}} et/ou {{Bibliographie}}. Le mode d'édition visuel peut mettre en forme automatiquement les références.
- Insérer une infobox (cadre d'informations à droite) n'est pas obligatoire pour parachever la mise en page.

Pour une aide détaillée, merci de consulter Aide:Wikification.
Si vous pensez que ces points ont été résolus, vous pouvez retirer ce bandeau et améliorer la mise en forme d'un autre article.
La bombe SOFAR (acronyme de Sound Fixing And Ranging, soit « localisation par le son et la télémétrie »), également appelée disque SOFAR, est un dispositif utilisé en océanographie pour la localisation à longue distance d’objets tels que des navires ou des avions écrasés. Ce système exploite le canal sonore profond de l'océan (ou canal SOFAR), une couche où la vitesse du son atteint un minimum, permettant aux ondes sonores de se propager sur de très longues distances avec une atténuation minimale.

## Principe de fonctionnement
La bombe SOFAR est conçue pour exploser à une profondeur spécifique correspondant à celle du canal sonore profond. Cette profondeur varie selon les régions océaniques, mais elle est généralement située entre 600 et 1 200 mètres. Lorsqu’elle explose, la bombe produit une onde sonore impulsive qui reste confinée dans ce canal en raison de la réfraction des ondes sonores, ce qui limite leur dispersion verticale et renforce leur portée horizontale.
La localisation du point de détonation est obtenue par triangulation, en mesurant la différence de temps d’arrivée du signal acoustique à plusieurs stations d’écoute situées à des positions géographiques connues. La portée effective de ce système peut dépasser 4 800 km (3 000 miles).

## Conception
Pour que le système fonctionne efficacement, la bombe doit respecter certains critères :
- Vitesse de descente : elle doit atteindre la profondeur cible en un temps raisonnable (environ 5 minutes)[1].
- Détonation à la bonne profondeur : un détonateur est activé par la pression de l’eau, garantissant que l’explosion se produise dans le canal SOFAR.
- Sécurité : la plupart des dispositifs sont conçus pour ne pas exploser à des profondeurs inférieures à environ 230 mètres (750 pieds), correspondant à la pression minimale nécessaire pour activer la détonation.

Les fréquences utilisées dans les explosions SOFAR se situent généralement entre 30 et 150 Hz, ce qui permet une bonne transmission du signal et une longue durée d’audibilité, notamment en raison de la différence de vitesse de propagation entre les fréquences basses et hautes.

## Avantages du canal sonore profond
Le canal SOFAR agit comme une guideline acoustique naturelle, où les ondes sonores sont piégées par réfraction vers le centre du canal. Cela limite leur dispersion verticale et permet à l’énergie sonore de rester concentrée horizontalement sur de très longues distances. Ce confinement acoustique améliore considérablement la détection des signaux par les stations d’écoute à terre ou en mer.
De plus, le phénomène de dispersion des fréquences fait que les sons plus aigus arrivent légèrement avant les plus graves, ce qui allonge la durée du signal perçu, facilitant son analyse.

## Histoire
Le concept de la bombe SOFAR a été proposé durant la Seconde Guerre mondiale par le géophysicien et océanographe américain Dr. Maurice Ewing. Il suggéra d’équiper les kits de survie des pilotes d’une petite sphère métallique creuse qui imploserait à la profondeur du canal SOFAR, produisant ainsi un signal sonore détectable par des microphones installés sur les côtes. Ce système permettait de localiser discrètement les pilotes abattus ou les navires en détresse, sans avoir recours aux transmissions radio, souvent interceptables.
Le modèle le plus utilisé par la marine américaine pendant la guerre fut la Mk-22, une bombe contenant environ 1,8 kg[pas clair] de TNT, équipée d’un détonateur réglable selon la profondeur cible. L’emploi de cette technologie a représenté une avancée significative dans les opérations de sauvetage et la localisation maritime.